# Choteau
Choteau är administrativ huvudort i Teton County i Montana. Orten fick sitt namn efter Pierre Cadet Chouteau.